# Five Tribes
Five Tribes: Die Dschinn von Naqala ist ein Brettspiel aus dem Jahr 2014 für 2 bis 5 Spieler. Spieleautor ist Bruno Cathala, die Gestaltung stammt von Clément Masson. In Deutschland erschien es bei Days of Wonder. Es erhielt unter anderem den International Gamers Award 2015.
Die Spieler bewegen dabei die Mitglieder der fünf Stämme, repräsentiert durch farbige Meeples, über das 5x6 Spielfeld, das aus quadratischen Karten gebildet wird. Im Gegensatz zu den meisten anderen Brettspielen mit Worker Placement-Mechanik, befinden sich die Meeples zu Spielbeginn auf dem Spielfeld und werden dann, je nach Farbe der Meeples, bewegt und abgeräumt. Die Regeln sind einfach und dennoch sind komplexe Strategien erforderlich, um die Kontrolle über das fiktive Sultanat Naqala zu übernehmen.

## Spielweise
Zu Beginn erhält jeder Spiele einen Satz Kamele und 50 Goldmünzen. Die 30 Kacheln werden zu einem 5x6 Raster zufällig ausgelegt. Neun Ressourcenkarten, darunter auch Fakiere, und drei Dschinnkarten werden ausgelegt. Meeples werden aus einem Beutel gezogen und jeweils drei auf einer Kachel platziert. Die Spieler bieten nun Geld, um in der Zugreihenfolge an den gewünschten Platz zu kommen. Der Spieler mit der höchsten Position beginnt nun seinen Zug. Man nimmt eine Gruppe Meeples auf die Hand und setzt einen davon auf einer angrenzenden (nicht diagonal, nicht rückwärts) Kachel ab. Dann einen zweiten auf einer weiteren angrenzenden Kachel und so weiter. Setzt man den letzten Meeple ab, dann darf man alle Meeples der Farbe, die der letzte Meeple auf der Hand hatte, aufnehmen.
Hat man dabei eine Kachel komplett geleert, setzt man ein Kamel in seiner Farbe darauf. In der Regel werden dann auch weitere Aktionen ausgelöst, die je nach Kachel unterschiedlich sind, beispielsweise eine Palme oder einen Palast zu setzen. Einige Kacheln erlauben es einem Spieler Ressourcenkarten oder eine Dschinn-Karte zu kaufen. Die Dschinn geben Spielvorteile während des Zuges (beispielsweise erhält man Gold wenn Assassinen in Aktion kommen) oder verändern die individuelle Endwertung des Spielers (zum Beispiel doppelte Punkte für Älteste).
Je nach abgeräumter Farbe der Meeples passieren unterschiedliche Dinge:
- Gelbe Meeples (Wesire) werden behalten und sind je einen Siegpunkt wert.
- Weiße Meeples (Älteste) sind 2 Siegpunkte wert und können (zusammen mit Fakir-Karten) benutzt werden weitere Dschinn zu rekrutieren.
- Blaue Meeples (Baumeister) werden mit der Anzahl an blau markierten angrenzenden Kacheln (auch diagonal und plus der abgeräumten Kachel), sogenannte heilige Orte, multipliziert. Der Spieler erhält die so viele Münzen von der Bank. Abgeworfene Fakir-Karten erhöhen den Multiplikator.
- Rote Meeples gelten als Assassinen und können einzelne Meeples abräumen und zwar so viele Felder entfernt entsprechend der Anzahl, die man abräumen konnte zuzüglich der Anzahl der Fakirkarten, die man auf der Hand hat. Räumt man dadurch eine weitere Kachel ab, darf man auch dort sein Kamel setzen und die Aktionen der Kachel ausführen.
- Pro abgeräumtem grüne Meeple (Kaufleute) darf man sich eine Ressourcenkarte nehmen.

Weitere Spielzüge:
- Spezialfähigkeit eines Dschinns nutzen. Dafür muss manchmal ein Ältester oder Fakir geopfert werden.
- Ressourcen für Geld verkaufen

Ist die Runde vorbei, wird die Kartenauslage ergänzt und erneut um die Startposition geboten. Kann kein Zug mehr gemacht werden oder hat ein Spieler sein letztes Kamel gesetzt, dann endet das Spiel und die Wertung erfolgt. Die Siegpunkte im Einzelnen sind:
- je 1 SP pro Gold im Besitz
- je 1 SP pro Wesir und 10 SP pro Spieler der weniger Wesire hat
- je 2 SP pro Ältestem
- je 3 SP pro Palme auf eroberter Kachel
- je 5 SP pro Palast auf eroberter Kachel
- die Siegpunkte auf den eroberten Kacheln
- die Siegpunkte auf den erworbenen Dschinn-Karten
- die Siegpunkte durch Ressourcen-Karten: Dabei zählen unterschiedliche Ressourcen als Set. Je mehr unterschiedliche Karten ein Set enthält, umso mehr Siegpunkte erhält der Spieler.

Der Spieler mit den meisten Siegpunkten gewinnt die Partie.

## Erweiterungen

### 1. Die Kunstschmiede von Naqala
Mit dieser Erweiterung werden neue Kacheln eingeführt. Der Abgrund ist unüberwindbar und Werkstätten haben an ihren Rändern unüberwindliche Berge. Dies wirkt sich auf das Aufnehmen und Setzen von Meeples aus. Violette Meeple (Kunstschmiede) geben einem beim Aufnehmen Gegenstände, von denen einige Siegpunkte darstellen andere Spezialaktionen ermöglichen. Jeder Spieler erhält auch ein Zelt, das Bonuspunkte generiert. Vier Dschinnkarten runden die Erweiterung ab.

### 2. Die Launen des Sultans
Neben zusätzlichen Meeples enthält die Erweiterung auch Spielfiguren für einen 5. Spieler. Die Kachel „Großer See“ ist unüberwindbar, verdoppelt aber alle Siegpunkte benachbarter Palmen und Paläste. Die Kacheln der „Wundersamen Städte“ geben dem Spieler, der mehrere in Besitz nimmt, überproportional viele Siegpunkte. Wer eine dieser Städte erobert zieht auch eine der Karten „Launen des Sultans“ mit Geheimaufträgen, die zusätzliches Geld einbringen können.

### 3. Die Diebe von Naqala
Diese Mini-Erweiterung enthält 6 Diebeskarten in den sechs Farben der Meeples, welche eingesetzt werden können, wenn man die entsprechende Farbe bewegt hat. Ein zusätzlicher Dschinn kann den Besitzer vor den Effekten durch Diebe schützen.